# Фільмографія Джонні Деппа

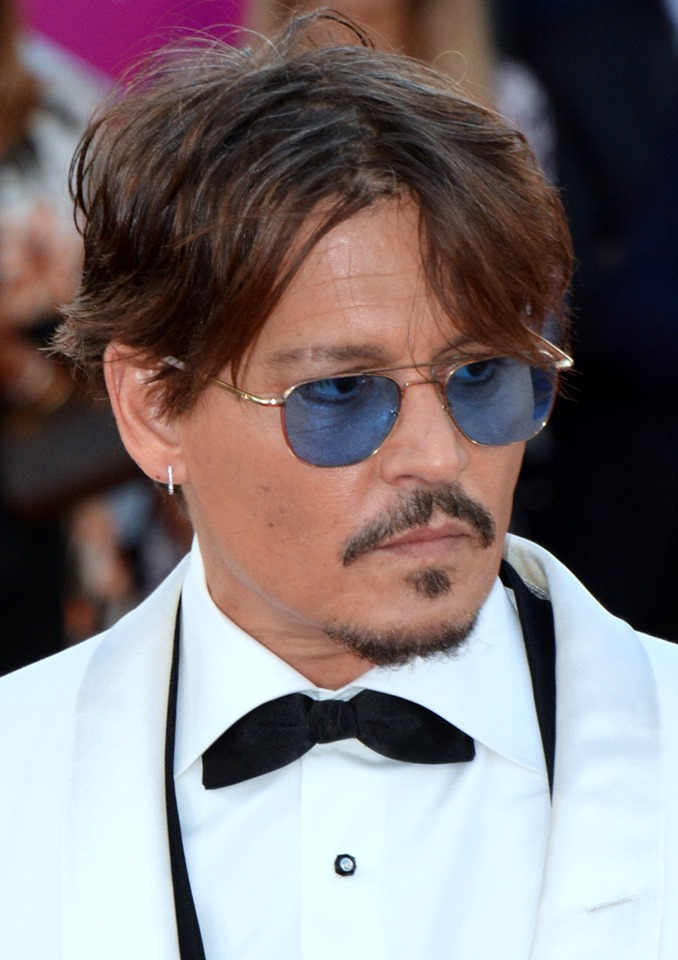
Депп в 2019 році

Джонні Депп — американський актор, продюсер та музикант, що знявся в багатьох фільмах та телесеріалах. Дебютував у фільмі жахів Кошмар на вулиці В'язів в 1984 році. В наступні два роки Депп знявся в комедії Приватний курорт (1985), воєнному фільмі Взвод (1986) і Повільний вогонь (1986). З 1987 по 1990 (до середини 4 сезона) виконував роль офіцера Тома Генсона в серіалі Джамп-стріт, 21, і за цей час стрімко зріс як професійний актор.
В 1990 році виконав головну роль в фільмах Плаксій та Едвард Руки-ножиці.
Протягом наступних 10 років, Депп знявся в таких картинах як Аризонська мрія (1993), Що гнітить Гілберта Грейпа (1993), Бенні і Джун (1993), Мрець (1995), зокрема в головних ролях в фільмах Ед Вуд (1994), Дон Жуан де Марко (1995) і Доні Браско (1997). Він також зіграв Гантера Томпсона в культовому кінофільмі Страх і огида в Лас-Вегасі (1998), Діна Корсо в трилері Дев'ята брама (1999) та Ікабода Крейна в фільмі жахів Сонна лощина (1999).
На початку 2000-х Депп з'являться в романтичній драмі Шоколад (2000), кримінальному фільмі Кокаїн (2001), бойовику Одного разу в Мексиці (2003), біографічній драмі Чарівна країна (2004), та фільмах жахів Із пекла та Таємне вікно (2004). Крім цього, він виконує головні ролі в мюзиклі Свіні Тодд (2007) і гангстерському фільмі Джонні Д. (2009). В 2003 році Депп виконав одну з найвідоміших своїх ролей — капітана Джека Спарроу в фантастичному пригодницькому фільмі Пірати Карибського моря: Прокляття «Чорної перлини» та пізніше в чотирьох сиквелах (2006—2017) цієї серії. За кожен з фільмів Прокляття «Чорної перлини», Чарівна країна та Свіні Тодд Деппа було номіновано на «Оскар» за найкращу чоловічу роль. Він також зіграв Віллі Вонку та Божевільного Капелюшника в фентезійних фільмах Чарлі та шоколадна фабрика (2005) і Аліса в Країні Чудес, які зібрали в прокаті $474 млн і $1 млрд відповідно.
В 2010 році Депп знявся в картині Турист разом з Анджеліною Джолі і був номінований на «Золотий глобус» за найкращу чоловічу роль в комедії або мюзиклі. Знімався в фільмах Похмурі тіні (2012) з Мішель Пфайффер, Самотній Рейнджер (2013) з Армі Гаммер та Перевага (2014) з Морганом Фріменом. Знову виконав роль Божевільного Капелюшника в фільмі Аліса в Задзеркаллі (2016) і знявся в драмі Мінамата (2020). Починаючи з 2011 року Депп продюсує фільми через свою компанію Infinitum Nihil. Депп озвучував персонажів в мультсеріалах Король гори (в 2004), Губка Боб Квадратні Штани (в 2009) та Сім'янин (в 2012), а також головного персонажа в анімаційному фільмі Ранго (2011). Окрім іншого, Депп з'являвся в багатьох документальних фільмах, найчастіше в ролі самого себе.

## Фільми
| Рік  | Назва українською                                   | Оригінальна назва                                      | Роль                            | Примітки                           | Джерела       |
| ---- | --------------------------------------------------- | ------------------------------------------------------ | ------------------------------- | ---------------------------------- | ------------- |
| 1984 | Кошмар на вулиці В'язів                             | A Nightmare on Elm Street                              | Глен Ланц                       |                                    | [ 6 ]         |
| 1985 | Приватний курорт                                    | Private Resort                                         | Джек                            |                                    | [ 6 ] [ 7 ]   |
| 1986 | Взвод                                               | Platoon                                                | рядовий Гейторе Лернер          |                                    | [ 6 ]         |
| 1990 | Плаксій                                             | Cry-Baby                                               | Вейд «Плаксій» Вокер            |                                    | [ 8 ]         |
| 1990 | Едвард Руки-ножиці                                  | Edward Scissorhands                                    | Едвард Руки-ножиці              |                                    | [ 9 ] [ 8 ]   |
| 1991 | Фредді мертвий. Останній кошмар                     | Freddy's Dead: The Final Nightmare                     | хлопець в телевізорі            | Камео                              | [ 10 ] [ 6 ]  |
| 1993 | Аризонська мрія                                     | Arizona Dream                                          | Аксель Блекмар                  |                                    | [ 6 ]         |
| 1993 | Бенні і Джун                                        | Benny & Joon                                           | Сем                             |                                    | [ 9 ]         |
| 1993 | Що гнітить Гілберта Грейпа                          | What's Eating Gilbert Grape                            | Гілберт Грейп                   |                                    | [ 9 ]         |
| 1994 | Ед Вуд                                              | Ed Wood                                                | Ед Вуд                          |                                    | [ 9 ]         |
| 1995 | Дон Жуан де Марко                                   | Don Juan DeMarco                                       | Дон Жуан                        |                                    | [ 11 ]        |
| 1995 | Мрець                                               | Dead Man                                               | Вільям Блейк                    |                                    | [ 6 ] [ 9 ]   |
| 1995 | В останній момент                                   | Nick of Time                                           | Джин Вотсон                     |                                    | [ 7 ]         |
| 1996 | Cannes Man                                          | Cannes Man                                             | Себе                            | Камео                              | [ 12 ]        |
| 1997 | Хоробрий                                            | The Brave                                              | Рафаель                         | Також директор і співатор сценарію | [ 7 ]         |
| 1997 | Доні Браско                                         | Donnie Brasco                                          | Донні Браско / Джо Пістоне      |                                    | [ 9 ]         |
| 1998 | L.A. Without a Map                                  | L.A. Without a Map                                     | Джонні Деп / Вільям Блейк       | Нема в титрах                      | [ 13 ] [ 14 ] |
| 1998 | Страх і огида в Лас-Вегасі                          | Fear and Loathing in Las Vegas                         | Рауль Дюк                       |                                    | [ 9 ]         |
| 1999 | Дев'ята брама                                       | The Ninth Gate                                         | Дін Корсо                       |                                    | [ 15 ]        |
| 1999 | Дружина астронавта                                  | The Astronaut's Wife                                   | Капітан Спенсер Армакост        |                                    | [ 16 ]        |
| 1999 | Сонна лощина                                        | Sleepy Hollow                                          | Ікабот Крейн                    |                                    | [ 9 ]         |
| 2000 | Шоколад                                             | Chocolat                                               | Ру                              |                                    | [ 17 ]        |
| 2000 | Поки не настане ніч                                 | Before Night Falls                                     | Бон Бон / Лейтенант Віктор      |                                    | [ 6 ]         |
| 2000 | Людина, яка плакала                                 | The Man Who Cried                                      | Чезар                           |                                    | [ 6 ]         |
| 2001 | Кокаїн                                              | Blow                                                   | Джордж Джанг                    |                                    | [ 18 ]        |
| 2001 | Із пекла                                            | From Hell                                              | Інспектор Фредерік Ебберлайн    |                                    | [ 19 ]        |
| 2003 | Пірати Карибського моря: Прокляття «Чорної перлини» | Pirates of the Caribbean: The Curse of the Black Pearl | Джек Спарроу                    |                                    | [ 8 ]         |
| 2003 | Одного разу в Мексиці                               | Once Upon a Time in Mexico                             | Сандс                           |                                    | [ 20 ]        |
| 2004 | Таємне вікно                                        | Secret Window                                          | Морт Рейні                      |                                    | [ 21 ]        |
| 2004 | Вони одружились і у них було багато дітей           | Happily Ever After                                     | незнайомець                     | Камео                              | [ 22 ]        |
| 2004 | Розпусник                                           | The Libertine                                          | Рочестер                        |                                    | [ 9 ]         |
| 2004 | Чарівна країна                                      | Finding Neverland                                      | Джеймс Баррі                    |                                    | [ 8 ]         |
| 2005 | Чарлі та шоколадна фабрика                          | Charlie and the Chocolate Factory                      | Віллі Вонка                     |                                    | [ 9 ]         |
| 2005 | Труп нареченої                                      | Corpse Bride                                           | Віктор Ван Дорт                 | Озвучування                        | [ 23 ]        |
| 2006 | Пірати Карибського моря: Скриня мерця               | Pirates of the Caribbean: Dead Man's Chest             | Джек Спарроу                    |                                    | [ 18 ]        |
| 2007 | Пірати Карибського моря: На краю світу              | Pirates of the Caribbean: At World's End               | Джек Спарроу                    |                                    | [ 18 ]        |
| 2007 | Свіні Тодд                                          | Sweeney Todd: The Demon Barber of Fleet Street         | Свіні Тодд                      |                                    | [ 24 ]        |
| 2009 | Імаджинаріум доктора Парнаса                        | The Imaginarium of Doctor Parnassus                    | Тоні Номер 1                    | Камео                              | [ 25 ]        |
| 2009 | Джонні Д.                                           | Public Enemies                                         | Джон Діллінджер                 |                                    | [ 26 ]        |
| 2010 | Аліса в Країні Чудес                                | Alice in Wonderland                                    | Божевільний Капелюшник          |                                    | [ 9 ]         |
| 2010 | Турист                                              | The Tourist                                            | Френк Тапело                    |                                    | [ 27 ]        |
| 2011 | Ранго                                               | Rango                                                  | Ранго (Хамелеон)                | Озвучування                        | [ 9 ]         |
| 2011 | Пірати Карибського моря: На дивних берегах          | Pirates of the Caribbean: On Stranger Tides            | Джек Спарроу                    |                                    | [ 9 ]         |
| 2011 | Ромовий щоденник                                    | The Rum Diary                                          | Пол Кемп                        | Також продюсер                     | [ 6 ]         |
| 2011 | Джек і Джилл                                        | Jack and Jill                                          | Себе                            | Камео, нема в титрах               | [ 28 ]        |
| 2011 | Хранитель часу                                      | Hugo                                                   | —                               | Лише продюсер                      | [ 29 ]        |
| 2012 | Мачо і ботан                                        | 21 Jump Street                                         | Том Хенсон                      | Камео, нема в титрах               | [ 30 ]        |
| 2012 | Похмурі тіні                                        | Dark Shadows                                           | Барнабас Коллінз                |                                    | [ 31 ]        |
| 2013 | Самотній Рейнджер                                   | The Lone Ranger                                        | Тонто                           | Також виконавчий продюсер          | [ 9 ]         |
| 2013 | Везунчики                                           | Lucky Them                                             | Метью Сміт                      | Озвучування                        | [ 32 ]        |
| 2014 | Перевага                                            | Transcendence                                          | Вілл Кастер                     |                                    | [ 33 ]        |
| 2014 | Бивень                                              | Tusk                                                   | Гі Лапойнт                      |                                    | [ 7 ]         |
| 2014 | У темному-темному лісі                              | Into the Woods                                         | Вовк                            |                                    | [ 34 ]        |
| 2015 | Мордекай                                            | Mortdecai                                              | Чарльз Мордекай                 | Також продюсер                     | [ 9 ]         |
| 2015 | Чорна меса                                          | Black Mass                                             | Вайті Балджер                   |                                    | [ 9 ]         |
| 2016 | Аліса в Задзеркаллі                                 | Alice Through the Looking Glass                        | Божевільний Капелюшник          |                                    | [ 35 ]        |
| 2016 | Фантастичні звірі і де їх шукати                    | Fantastic Beasts and Where to Find Them                | Ґелерт Ґріндельвальд            |                                    | [ 36 ]        |
| 2016 | Йогануті                                            | Yoga Hosers                                            | Гай Лапонте                     |                                    | [ 37 ]        |
| 2016 |                                                     | Donald Trump's The Art of the Deal: The Movie          | Дональд Трамп                   |                                    | [ 38 ]        |
| 2017 |                                                     | The Black Ghiandola                                    | Спеціаліст з ядерних технологій | Короткометражний фільм             | [ 39 ]        |
| 2017 | Вбивство у «Східному експресі»                      | Murder on the Orient Express                           | Едвард Ретчетт                  |                                    | [ 40 ] [ 41 ] |
| 2017 | Пірати Карибського моря: Помста Салазара            | Pirates of the Caribbean: Dead Men Tell No Tales       | Джек Спарроу                    |                                    | [ 42 ]        |
| 2018 | Шерлок Гномс                                        | Sherlock Gnomes                                        | Шерлок Гномс                    | Озвучування                        | [ 43 ]        |
| 2018 | Лондонські поля                                     | London Fields                                          | Чік Пурчейз                     | Камео, нема в титрах               | [ 44 ]        |
| 2018 | Фантастичні звірі: Злочини Ґріндельвальда           | Fantastic Beasts: The Crimes of Grindelwald            | Ґелерт Ґріндельвальд            |                                    | [ 36 ]        |
| 2018 | Річард говорить «Прощавай»                          | The Professor                                          | Річард                          |                                    | [ 45 ]        |
| 2018 |                                                     | City of Lies                                           | Рассел Пул                      |                                    | [ 46 ]        |
| 2019 | В очікуванні варварів                               | Waiting for the Barbarians                             | полковник Джолл                 |                                    | [ 47 ]        |
| 2020 | Мінамата                                            | Minamata                                               | Юджин Сміт                      | Також продюсер                     | [ 48 ]        |
| 2023 | Жанна Дюбаррі                                       | Jeanne du Barry                                        | Луї XV                          |                                    | [ 49 ]        |

## Телебачення
| Рік       | Назва українською         | Оригінальна назва     | Роль               | Примітки                                       | Джерела       |
| --------- | ------------------------- | --------------------- | ------------------ | ---------------------------------------------- | ------------- |
| 1985      | Леді у синьому            | Lady Blue             | Лайонел Віланд     | Серія: «Beasts of Prey»                        | [ 50 ] [ 51 ] |
| 1986      | Повільний вогонь          | Slow Burn             | Донні Флейшер      | Телефільм                                      | [ 51 ]        |
| 1987      | Готель                    | Hotel                 | Роб Камерон        | Перша серія                                    |               |
| 1987–1990 | Джамп-стріт, 21           | 21 Jump Street        | офіцер Том Хенсон  | 80 серій                                       | [ 52 ]        |
| 1999      | Вікарій із Діблі          | The Vicar of Dibley   | Себе               | Серія: «Celebrity Party»                       | [ 7 ]         |
| 2000      | Швидке шоу                | The Fast Show         | Себе               | Серія: «The Last Ever Fast Show»               | [ 7 ]         |
| 2004      | Король гори               | King of the Hill      | Йог Віктор         | Серія: «Hank's Back»                           | [ 53 ]        |
| 2009      | Губка Боб Квадратні Штани | SpongeBob SquarePants | Джек Кауна Лагуна  | Серія: «SpongeBob SquarePants vs. The Big One» | [ 54 ]        |
| 2011      | Життя занадто коротке     | Life's Too Short      | Себе               | Друга серія                                    | [ 55 ]        |
| 2012      | Сім'янин                  | Family Guy            | Едвард Руки-ножиці | Серія: «Lois Comes Out of Her Shell»           | [ 56 ] [ 57 ] |
| 2020      |                           | Puffins               | Джонні Пафф        |                                                | [ 58 ] [ 59 ] |
| 2022      |                           | Puffins Impossible    | Джонні Пафф        |                                                | [ 60 ]        |

## Відеоігри
| Рік  | Назва                                                | Роль озвучування | Джерела |
| ---- | ---------------------------------------------------- | ---------------- | ------- |
| 2006 | Pirates of the Caribbean: The Legend of Jack Sparrow | Джек Спарроу     | [ 61 ]  |
| 2011 | Lego Pirates of the Caribbean: The Video Game        | Джек Спарроу     | [ 62 ]  |

## Документальні фільми
| Рік  | Назва українською               | Оригінальна назва                                                   | Роль        | Примітки                          | Джерела       |
| ---- | ------------------------------- | ------------------------------------------------------------------- | ----------- | --------------------------------- | ------------- |
| 1993 |                                 | Stuff                                                               | —           | Лише режисер та сценарист         | [ 63 ] [ 64 ] |
| 1999 | Джерело                         | The Source                                                          | Джек Керуак |                                   | [ 6 ]         |
| 2002 | Загублені в Ла-Манчі            | Lost in La Mancha                                                   | Себе        | Нема в титрах                     | [ 65 ]        |
| 2003 | Сніданок з Хантером             | Breakfast with Hunter                                               | Себе        |                                   | [ 66 ]        |
| 2003 |                                 | Charlie: The Life and Art of Charles Chaplin                        | Себе        |                                   | [ 67 ]        |
| 2006 |                                 | Buy the Ticket, Take the Ride: Hunter S. Thompson on Film           | Себе        |                                   | [ 68 ]        |
| 2006 | Таємниці підводного світу 3D    | Deep Sea 3D                                                         | Оповідач    |                                   | [ 69 ]        |
| 2006 |                                 | When the Road Bends… Tales of a Gypsy Caravan                       | Себе        |                                   | [ 70 ]        |
| 2007 | Джо Страммер: Майбутнє невідоме | Joe Strummer: The Future Is Unwritten                               | Себе        |                                   | [ 71 ]        |
| 2007 |                                 | Runnin' Down a Dream                                                | Себе        |                                   | [ 72 ]        |
| 2008 |                                 | Gonzo: The Life and Work of Dr. Hunter S. Thompson                  | Себе        |                                   | [ 73 ]        |
| 2010 | Коли ти дивний                  | When You're Strange                                                 | Оповідач    |                                   | [ 74 ]        |
| 2012 |                                 | For No Good Reason                                                  | Себе        |                                   | [ 75 ]        |
| 2012 |                                 | Radioman                                                            | Себе        |                                   | [ 76 ] [ 77 ] |
| 2012 |                                 | Sunset Strip                                                        | Себе        |                                   | [ 78 ]        |
| 2013 |                                 | Don't Say No Until I Finish Talking: The Story of Richard D. Zanuck | Себе        |                                   | [ 79 ]        |
| 2014 |                                 | Don Rickles: One Night Only                                         |             | Телевізійний документальний фільм | [ 80 ]        |
| 2016 |                                 | Doug Stanhope: No Place Like Home                                   | —           | Лише виконавчий продюсер          | [ 81 ]        |
| 2018 |                                 | Platoon: Brothers in Arms                                           | Себе        |                                   | [ 82 ]        |
| 2020 |                                 | Crock of Gold: A Few Rounds with Shane MacGowan                     | Себе        | Також продюсер                    | [ 83 ]        |
| 2022 |                                 | Rihanna's Savage X Fenty Show vol 4                                 | Себе        |                                   | [ 84 ]        |